# 氹仔社屋
氹仔社屋（葡萄牙語：Habitação Social da Taipa），又稱為氹仔東北馬路社屋，是澳門一個由中華人民共和國澳門特別行政區政府運輸工務司轄下的澳門房屋局所興建社會房屋項目，由澳門房屋局擁有及負責分配給澳門合資格家團競投租賃，位於氹仔島氹仔東北馬路，現時只有日昇樓一個社屋項目。日昇樓位於氹仔東北馬路及聚龍街，項目後方為日暉大廈經濟房屋項目，日昇樓由2座樓宇組成，共提供694個租住社屋單位，其2座大廈分別命名為日昇樓1及2座，由2016年落成入伙。日昇樓及後方的日暉大廈均已獲得2020年澳門建築大獎-住宅建築項目的殊榮。

## 歷史
2012年7月6日，房屋局及建設發展辦公室公布於氹仔東北馬路興建一座社會房屋，暫名為氹仔東北馬路社屋，作為“後萬九”第二個公共房屋項目，預料建成後提供694個單位，樓高24至26層，當中T1單位有495個，T2有155個，T3則有44個。項目預計在該年第3季動工，並爭取於年底動工，工期預計為兩年半。該項目亦附設停車場，包括設有三層地庫停車場，一樓設有護養院舍。 
2012伴8月24日，上述項目進行公開開標，工程不設底價，最長施工期為950天，共有17間公司遞交標書文件。經開標程序後，所有標書全部獲接納。
2016年4月中下旬，座落於氹仔東北馬路的氹仔社屋日昇樓建造工程大致完工。
2016年11月2日，氹仔東北社屋日昇樓入伙，房屋局於同年11月7日起安排租戶領取鎖匙；同時，亦會每周公佈社屋審查情況的統計資料，預計於2017年完成甄選工作。
2016年11月7日，房屋局公佈已按序安排輪候家團辦理氹仔社屋－日昇樓的上樓手續、領取單位鎖匙，家團可隨即作出入住安排。

## 樓宇分佈

### 日昇樓
日昇樓，為兩幢24-26層高社會房屋大廈，2016年落成啟用，佔地5000平方米，可提供694個社屋單位，由巴馬丹拿建築及工程師有限公司（澳門分公司）擔任建築設計顧問及結構設計顧問，由中國建築工程（澳門）有限公司承攬興建、物業管理公司負責物業管理。其中一房廳（T1）面積介乎約35至36平方米，佔495個；兩房廳（T2）面積介乎45至46平方米，佔155個及三房廳（T3）面積為63.3平方米，佔44個單位。第一座的3至25樓及第二座的3至23樓為出租社屋住宅單位，基座地下為5個舖位，而一樓則為社會福利設施，基座頂層即2樓為住客專用平臺花園、兒童遊樂場及洗手間，3層地庫共提供了290個車位的停車場。日昇樓採用自然通風及自然採光設計，樓上社屋走廊作半開放式設計，增加自然通風；其中第一座24樓及第二座22樓電梯大堂對出更設公眾小平台，有利通風採光，更能促進鄰里關係。

## 設施及商鋪
2016年3月25日，房屋局對地面層規劃作零售及飲食用途的五個商業活動空間之租賃進行公開招標，包括一間飲食店、一間小型超市／雜貨店及兩間茶餐廳。
設施方面，屋苑內設有綠化平台花園、托兒所、長者日間中心、長者護理安老院，以及公共停車場，提供約290個私家車泊位及約310個電單車泊位；另外，地面層亦設有飲食店、小型超市及兩間茶餐廳，已陸續投入服務。
2016年10月25日，位於地庫一層至地庫三層的“日昇樓停車場”啟用。
2017年4月25日，大樓內將設托兒所及護養院舍，有關的社會設施裝修工程開標，建設辦收到21份標書，當中1份因逾期遞交，不被接納。托兒所位於地面層，面積為721平方米；護養院舍位於一樓，建築面積 4,236平方米。裝修工程預計該年第四季動工，最長施工期為420個工作天。
2018年11月7日，土地工務運輸局對「氹仔東北馬路和聚龍街公共房屋社會服務設施裝修工程—長者日間中心」開標，該工程位於社會房屋日昇樓地面層「D R / C」單位。工程總面積約三百二十五平方米，工程包括重新規劃間隔裝修、鋪設管線，以及配套機電設施等，工程預計於2019年第一季展開，最長工期為一百四十六個工作天。

### 社會服務設施
- 澳門街坊會聯合總會氹仔日昇長者中心 （页面存档备份，存于）
- 澳門循道衛理聯合教會社會服務處欣頤居長者護理安老院 （页面存档备份，存于）

### 托兒設施
- 崇專托兒所 (澳門崇德社) （页面存档备份，存于）

## 事故

### 地盤吊臂翻側
2013年4月25日，氹仔東北馬路社屋地盤於當天上午10時許左右，一輛在地盤內進行工作的吊臂車，懷疑在吊起一輛鑽機時，操作手失誤，吊車失去重心翻倒，吊臂車長約20米的吊臂當場傾側倒下，波及到對面的澳大體育綜合體外一個花槽，造成花槽部分損毀及花槽側的照明毀壞。事發後，消防及警員到場處置，工人其後用吊車將分截的吊架運走，事件之中無人受傷。

### 超強颱風天鴿
2017年8月23日，超強颱風天鴿正面吹襲澳門，造成10人喪生，其中一名死者為30歲持本地藍卡的男子，因被風滑倒撞牆不治，同年8月29日經證實為駐澳部隊退役軍人，在退役後任職保安工作。在風暴核臨前一天，該名保安通宵值班候命，翌日下班後，在等待回珠海期間，強風突然加大，保安公司因人手不足以應對突發重大災害，遂派阮往增援日昇樓及房屋局離島辦事處，調配應急物資於各個場所防風，並進行安全巡查，期間阮班貴被強風吹倒，頭部重創，經搶救後不治。

## 鄰近建築
- 氹仔東北體育中心
- 聖公會中學 (澳門)
- 日暉大廈

## 交通資訊

### 巴士
T432 日昇樓（Edifício Iat Seng）
路線：39、72